# ネコのミヌース (映画)
『ネコのミヌース』（Minoes）は、2001年のオランダ映画。オランダの童話作家アニー・M・G・シュミットの同名童話の映画化。人間の少女になったネコの活躍を描くファンタジー作品。

## 概要
ヨーロッパで特に高い人気を誇る童話作家アニー・M・G・シュミットが1970年に発表した童話の映画化で、本国オランダでは劇場動員数100万人を記録した。世界各国の映画祭で上映され、多数の賞を受賞している。日本国内でも、キンダー・フィルム・フェスティバル (東京)など、各地で順次公開された。東京都知事推薦作品、平成16年度青少年育成国民会議推薦作品に選定されている。

## ストーリー
小さな町の新聞記者ティベは、気弱な性格からいつも取材が上手く行かず、編集長から特ダネ記事を書かないとクビにすると告げられてしまう。そんなティベの前に、ミヌースという1人の女の子が現れた。おかしな仕草をする彼女の正体は実はネコで、化学工場のトラックが落としていった怪しげな薬剤に偶然触れた影響で人間の姿に変身したのだった。ティベは彼女の正体に気付かないまま住居に置いてやり、彼女が仲間のネコたちとのネットワークを通じて得たスクープを記事にして手柄をたてていく。
ある日ミヌースは仲間のネコから、化学工場のオーナーであるエレメートがニシン売りをひき逃げしたことを聞かされる。ティベはそのことを早速記事にするが、エレメートを疑う者はなく、逆に信頼を損なったティベはとうとう新聞社をクビにされ、住居からも追い出されそうになってしまう。
町の名士であるエレメートは動物好きとして知られ、今度動物友の会から表彰されることが決まったほどだが、本性はネコを捨てたり暴行したりする大のネコ嫌いだそうだ。ミヌースと仲間のネコたちは、エレメートをやっつけるために立ち上がった。エレメートは挑発してきたネコたちに銃を撃つが、その姿を撮影した映像が人々に公開されて大スキャンダルとなり、ティベは名誉回復を果たす。
ネコたちはミヌースに、不思議な力を持つウソを食べて、本来の姿に戻るよう勧める。しかし、今やティベと相思相愛になっていたミヌースは、人間の姿のままでいることを選ぶ。そして二人は結婚式を挙げ、町の人々とネコたちから祝福を受けるのだった。

## キャスト
※括弧内は日本語吹替
- ミヌース - カリス・ファン・ハウテン（室井滋）
- ティベ - テオ・マーセン（利重剛）
- ビビ - サラ・バンニール（木村美佐）
- エレメート - ピエール・ボクマ（高宮俊介）
- ファン・ダム夫人 - オルガ・ザウデルフック（那須文恵）
- ファン・ダム - ケース・フルスト（近藤広務）
- ハリー - ハンス・ケスティング（畑農智実）

## 主な受賞
- オランダ映画祭

最優秀作品賞
最優秀女優賞
- 2002年 モントリオール国際子供映画祭

最優秀作品賞
- シカゴ国際子供映画祭

最優秀国際映画部門・子供審査員賞